# Cerotainia albipilosa
Cerotainia albipilosa là một loài ruồi trong họ Asilidae. Cerotainia albipilosa được Curran miêu tả năm 1930. Loài này phân bố ở vùng Tân Bắc giới.